# 朗蒂 (涅夫勒省)
朗蒂（法語：Lanty，法語發音：[lɑ̃ti]）是法国涅夫勒省的一个市镇，属于希农堡（城）区。

## 地理
朗蒂（46°48'37"N, 3°50'28"E）面积12.06 平方千米，位于法国勃艮第-弗朗什-孔泰大區涅夫勒省，该省份为法国中部省份，北至约讷省，西北接卢瓦雷省，西接谢尔省，南至阿列省，东南接索恩-卢瓦尔省，东临科多尔省。
与朗蒂接壤的市镇（或旧市镇、城区）包括：塞姆莱、阿夫雷、雷米伊、萨维尼普瓦勒福勒。

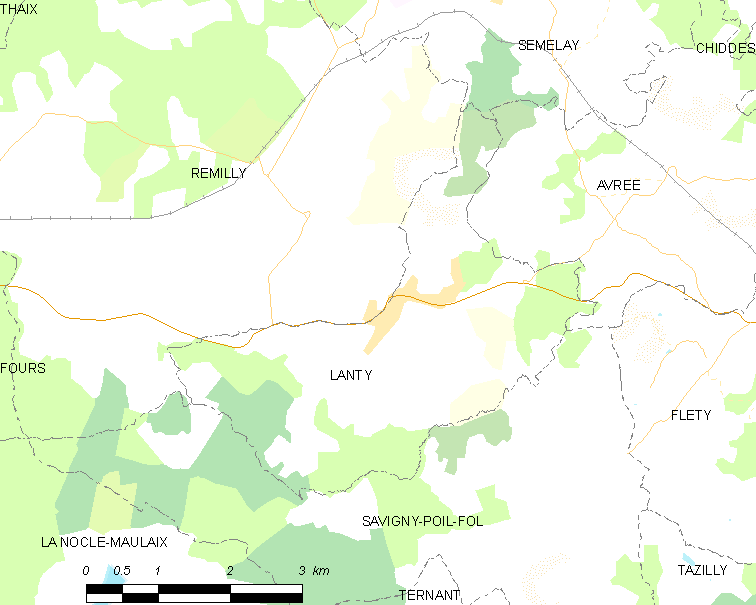
的OSM定位图

朗蒂的时区为UTC+01:00、UTC+02:00（夏令时）。

## 行政
朗蒂的邮政编码为58250，INSEE市镇编码为58139。

## 政治
朗蒂所属的省级选区为吕济县。

## 人口

1962-2008年间人口变化图示

朗蒂于2022年1月1日时的人口数量为122人。